# Live in Europe 1979
Live in Europe 1979 è il terzo album dal vivo del gruppo musicale rock britannico Uriah Heep. Registrato nel 1979, viene pubblicato solo nel 1986.

## Tracce
Disco 1
1. Easy Livin' (Hensley) – 3:14
2. Look at Yourself (Hensley) – 5:18
3. Lady in Black (Hensley) – 7:26
4. Free Me (Hensley) – 4:53
5. Stealin' (Hensley) – 4:54
6. The Wizard (Hensley/Clarke) – 3:35
7. July Morning (Hensley/Byron) – 12:35

Disco 2
1. Falling in Love (Hensley) – 3:04
2. Woman of the Night (Box/Lawton/Kerslake) – 3:12
3. I'm Alive (Lawton) – 4:04
4. Who Needs Me (Kerslake) – 9:46
5. Sweet Lorraine (Box/Byron/Thain) – 12:44
6. Free 'N' Easy (Lawton/Box) – 2:53
7. Gypsy (Box/Byron) – 4:52

## Formazione
- John Lawton - voce
- Mick Box - chitarra
- Ken Hensley - tastiere, chitarra
- Trevor Bolder - basso
- Lee Kerslake - batteria